# Akdong Musician
Az Akdong Musician, rövidítve AKMU (hangul: 악동뮤지션, Aktong Mjudzsisjon, handzsa: 樂童音樂家
, RR: Akdong Myujisyeon) dél-koreai testvérduó, akik 2013-ban megnyerték K-pop Star című televíziós tehetségkutató műsor második szériáját. Egy hónappal később szerződést írtak alá a YG Entertainment kiadóval. Első nagylemezük, a PLAY, 2014. április 9-én jelent meg.

## Tagjai
I Cshanhjok (hangul: 이찬혁, handzsa: 李燦赫, RR: I Chan-hyeok), 1996. szeptember 12. (28 éves)
I Szuhjon (hangul: 이수현, handzsa: 李秀賢, RR: I Su-hyeon), 1999. május 4. (25 éves)

## Diszkográfia

### Nagylemezek
- PLAY (2014)

### Kislemezek
| Év   | Cím                                                                     | Legmagasabb helyezés | Legmagasabb helyezés | Eladás            | Album |
| Év   | Cím                                                                     | KOR Kaon             | KOR Billboard        | Eladás            | Album |
| ---- | ----------------------------------------------------------------------- | -------------------- | -------------------- | ----------------- | ----- |
| 2014 | 200%                                                                    | 1                    | 1                    | - KOR: 1 292 046+ | PLAY  |
| 2014 | Give Love                                                               | 4                    | 3                    | - KOR: 987,256+   | PLAY  |
| 2014 | Melted (얼음들, Orumdul (Eoreumdeul)                                    | 5                    | 8                    | - KOR: 505 890+   | PLAY  |
| 2014 | Time and Fallen Leaves (시간과 낙엽, Sigangva nakjop (Sigangwa nakyeop) | 1                    |                      | - KOR: 492 186+   |       |

## Fordítás
- Ez a szócikk részben vagy egészben  az   Akdong Musician című angol Wikipédia-szócikk fordításán alapul.  Az eredeti cikk szerkesztőit annak laptörténete sorolja fel. Ez a jelzés csupán a megfogalmazás eredetét és a szerzői jogokat jelzi, nem szolgál a cikkben szereplő információk forrásmegjelöléseként.